# Ludwig Dahler
Ludwig Dahler (* 30. März 1957) ist ein ehemaliger deutscher Fußballspieler.
Er spielte von 1980 bis 1990 für Eintracht Trier. In der Saison 1980/81 absolvierte er 32 Spiele in der 2. Fußball-Bundesliga und erzielte dabei 3 Tore. Dahler war bei Eintracht Trier unter dem Spitznamen „Chipsi“ bekannt und galt als Publikumsliebling. Mit der Eintracht wurde er 1987 Meister der Oberliga Südwest und zweimal Deutscher Amateurmeister 1988 und 1989.
1990 wechselte Dahler zum VfL Trier.
In der Saison 2007/08 wurde er als Spieler der 2. Mannschaft des VfL Trier Meister der Kreisliga D Trier.
Ab der Saison 2010/11 trainiert Ludwig Dahler die Mannschaft des TuS Trier Euren, die in der Kreisliga B Trier/Saar spielt.

## Stationen
- 1980–1990 Eintracht Trier
- 1990–2004 VfL Trier
- 2004–2006 DJK St. Matthias
- 2006–2009 VfL Trier
- ab 2010   TuS Euren